# Садашњост (лист)
Садашњост је незвисни лист за политику, просвету и привреду који је почео да излази 1914. године у Земуну.

## Историјат
Садашњост је последњи лист покренут у Земуну уочи првог светског рата, почео са изласком 8. марта 1914. године. Лист је покренуо Вачић уочи избора за обнову градске управе, у којој су Немци, упркос томе што су у Земуну у односу на Србе и Хрвате били у мањини, играли одлучујућу улогу. Покренуо је лист чији је задатак био да заступа народно јединство Срба и Хрвата и залаже се за њихову заједницу и споразумну политику. Помоћу Садашњости створио је локалну-земунску-српско-хрватску коалицију, којој је хтео да обезбеди већину у градској управи.

### Политичка позадина
Лист Садашњост је тежио културном, просветном и привредном јединству свих Срба и Хрвата, али и политичком јединству свих Срба и Хрвата. У страначком погледу лист је био неутралан, али ипак био наклоњенији радикалима. Велику пажњу лист је посвећивао народно-црквеној аутономији јер је ту наилазио гаранцију опстанка и развитка Срба у Аустро-Угарској. За време Сарајевског атентата, Садашњост је чин осудила, али је исто тако и оштро критиковала и противсрпске демонстрације у Сарајеву, Мостару, Загребу и Земуну. Због тога је 35. број листа, објављен у јулу 2014. године, био заплењен. Редакцији је тај чин дало повода да нападне читав систем власти у Монархији. Последљи број је изашао 3. јула 1914. године, а пре тога лист се изјаснио за југословенску идеју. 

### Периодичност излажења
Лист је излазио два пута недељно, четвртком и недељом.

### Изглед листа
Димензије листа су биле 41 cм.

### Место и година издавања
Земун, 1914.

### Штампарија
Лист је штампан у штампарији Јована Пуљо.

## Власник и уредник
Власник , издавач и уреник је био Јован Радивојевић-Вачић.

## Галерија
- Насловна страна броја 10, 1914.
- Број 10, 1914.
- Број 10, страна 8, 1914.
- Насловна страна броја 33, 1914.